# Nowa Dąbrowa (przystanek kolejowy)
Nowa Dąbrowa – nieczynny przystanek stargardzkiej kolei wąskotorowej w Nowej Dąbrowie, w województwie zachodniopomorskim, w Polsce. Przystanek został zlikwidowany po 1980 roku.